# Conlie
Conlie est une commune française, située dans le département de la Sarthe en région Pays de la Loire, peuplée de 1 828 habitants.
La commune fait partie de la province historique du Maine, et se situe dans la Champagne mancelle.

## Géographie
Conlie est à 22 km au nord-ouest du Mans. La commune de Conlie se situe dans la cinquième couronne mancelle, c'est une commune périurbaine.
La commune est traversée d'ouest en est par la ligne SNCF Paris-Brest, la gare de Conlie se trouve au nord de la commune. Il y a de nombreux trains entre Conlie et Le Mans.

### Lieux-dits et écarts
- Verniette
- Crannes
- Vinay
- Faneu

### Communes limitrophes
| Neuvillalais, Tennie       | Neuvillalais | Neuvillalais, Mézières-sous-Lavardin |
| Tennie                     | Conlie       | Domfront-en-Champagne                |
| Tennie, Neuvy-en-Champagne | Cures        | Domfront-en-Champagne                |

### Climat
Pour des articles plus généraux, voir Climat des Pays de la Loire et Climat de la Sarthe.
En 2010, le climat de la commune est de type climat océanique altéré, selon une étude du CNRS s'appuyant sur une série de données couvrant la période 1971-2000. En 2020, Météo-France publie une typologie des climats de la France métropolitaine dans laquelle la commune est dans une zone de transition entre le climat océanique et le climat océanique altéré et est dans la région climatique  Moyenne vallée de la Loire, caractérisée par une bonne insolation (1 850 h/an) et un été peu pluvieux. 
Pour la période 1971-2000, la température annuelle moyenne est de 10,8 °C, avec une amplitude thermique annuelle de 14 °C. Le cumul annuel moyen de précipitations est de 760 mm, avec 12,2 jours de précipitations en janvier et 7,1 jours en juillet. Pour la période 1991-2020, la température moyenne annuelle observée sur la station météorologique de Météo-France la plus proche, sur la commune de Rouessé-Vassé à 14 km à vol d'oiseau, est de 11,7 °C et le cumul annuel moyen de précipitations est de 806,9 mm,. Pour l'avenir, les paramètres climatiques de la commune estimés pour 2050 selon différents scénarios d'émission de gaz à effet de serre sont consultables sur un site dédié publié par Météo-France en novembre 2022.

## Urbanisme

### Typologie
Au 1er janvier 2024, Conlie est catégorisée bourg rural, selon la nouvelle grille communale de densité à sept niveaux définie par l'Insee en 2022.
Elle est située hors unité urbaine. Par ailleurs la commune fait partie de l'aire d'attraction du Mans, dont elle est une commune de la couronne,. Cette aire, qui regroupe 144 communes, est catégorisée dans les aires de 200 000 à moins de 700 000 habitants,.

### Occupation des sols
L'occupation des sols de la commune, telle qu'elle ressort de la base de données européenne d’occupation biophysique des sols Corine Land Cover (CLC), est marquée par l'importance des territoires agricoles (90,8 % en 2018), en diminution par rapport à 1990 (92,9 %). La répartition détaillée en 2018 est la suivante : 
terres arables (71,8 %), prairies (12,8 %), zones urbanisées (8,1 %), zones agricoles hétérogènes (6,2 %), forêts (1,1 %). L'évolution de l’occupation des sols de la commune et de ses infrastructures peut être observée sur les différentes représentations cartographiques du territoire : la carte de Cassini (XVIIIe siècle), la carte d'état-major (1820-1866) et les cartes ou photos aériennes de l'IGN pour la période actuelle (1950 à aujourd'hui).

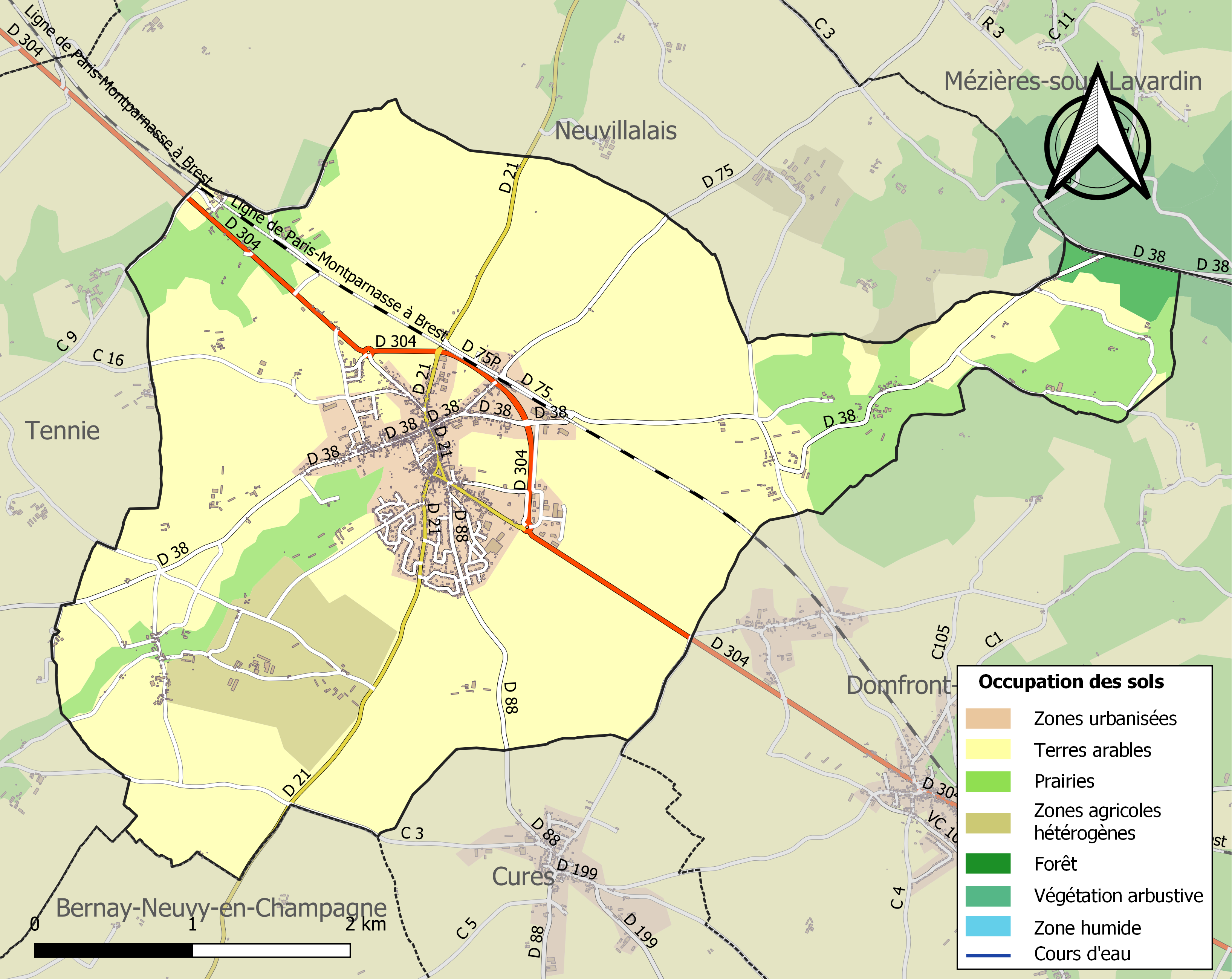
Carte des infrastructures et de l'occupation des sols de la commune en 2018 (CLC).

## Toponymie
Le gentilé est Conlinois et Conlinoise.

## Histoire
La présence d'habitation sur Conlie peut se dater vers l'époque gallo-romaine[réf. nécessaire]. En effet, Conlie se situe sur le chemin gallo-romain, du Mans au mont Saint-Michel.
Vers 1795, Conlie (1 185 habitants en 1793) absorbe Verniette (167 habitants), au sud-ouest de son territoire.
Un épisode marquant de Conlie fut celui du camp dans lequel des milliers de volontaires bretons furent conduits au moment de la guerre franco-prussienne de 1870-1871, dans le but d'y faire leurs classes. Par manque de moyens, ou de peur d'un « péril chouan », ces soldats ne reçurent jamais ni l'équipement, ni la formation nécessaire au combat. Certains d'entre eux furent toutefois envoyés au combat, mais presque désarmés.
À l'issue de la Seconde Guerre mondiale, Conlie est libérée le 7 août 1944.

## Héraldique
| Blason de Conlie | Blason  | D'argent au sautoir engrelé de sable chargé du sautoir de gueules.                                             |
| Blason de Conlie | Détails | * Il y a là non-respect de la règle de contrariété des couleurs : ces armes sont fautives (gueules sur sable). |

## Politique et administration

### Politique
Historiquement, Conlie a toujours voté depuis 1965 aux élections présidentielles pour un candidat de droite au premier et au deuxième tour. L'électorat de Conlie est plutôt conservateur et gaulliste, quelquefois proche du centre droit.

### Administration municipale
| Période                                  | Période   | Identité           | Étiquette | Qualité                                                                 |
| ---------------------------------------- | --------- | ------------------ | --------- | ----------------------------------------------------------------------- |
| mars ou avril 1964                       | juin 1995 | Jacques Rebour     | DVG       | Médecin-vétérinaire                                                     |
| juin 1995                                | mars 2014 | Raoul Marteau      | DVD       | Enseignant, président de la CC de la Champagne Conlinoise (2008 → 2014) |
| mars 2014                                | mai 2020  | Joël Garenne       | DVG       | Garagiste                                                               |
| mai 2020                                 | En cours  | Christian Lemasson | SE        | Responsable commercial retraité                                         |
| Les données manquantes sont à compléter. |           |                    |           |                                                                         |

Le conseil municipal est composé de dix-neuf membres dont le maire et cinq adjoints.
Conlie a été chef-lieu de canton de 1801 à 2015 et est désormais dans le canton de Loué.

## Démographie
L'évolution du nombre d'habitants est connue à travers les recensements de la population effectués dans la commune depuis 1793. Pour les communes de moins de 10 000 habitants, une enquête de recensement portant sur toute la population est réalisée tous les cinq ans, les populations de référence des années intermédiaires étant quant à elles estimées par interpolation ou extrapolation. Pour la commune, le premier recensement exhaustif entrant dans le cadre du nouveau dispositif a été réalisé en 2005.
En 2022, la commune comptait 1 828 habitants, en évolution de −2,66 % par rapport à 2016 (Sarthe : −0,25 %, France hors Mayotte : +2,11 %).
| 1793  | 1800  | 1806  | 1821  | 1831  | 1836  | 1841  | 1846  | 1851  |
| ----- | ----- | ----- | ----- | ----- | ----- | ----- | ----- | ----- |
| 1 185 | 1 405 | 1 526 | 1 670 | 1 664 | 1 657 | 1 627 | 1 665 | 1 647 |

| 1856  | 1861  | 1866  | 1872  | 1876  | 1881  | 1886  | 1891  | 1896  |
| ----- | ----- | ----- | ----- | ----- | ----- | ----- | ----- | ----- |
| 1 710 | 1 767 | 1 720 | 1 677 | 1 673 | 1 672 | 1 667 | 1 739 | 1 728 |

| 1901  | 1906  | 1911  | 1921  | 1926  | 1931  | 1936  | 1946  | 1954  |
| ----- | ----- | ----- | ----- | ----- | ----- | ----- | ----- | ----- |
| 1 681 | 1 681 | 1 763 | 1 544 | 1 544 | 1 488 | 1 436 | 1 489 | 1 451 |

| 1962  | 1968  | 1975  | 1982  | 1990  | 1999  | 2005  | 2006  | 2010  |
| ----- | ----- | ----- | ----- | ----- | ----- | ----- | ----- | ----- |
| 1 488 | 1 435 | 1 472 | 1 603 | 1 642 | 1 665 | 1 790 | 1 778 | 1 869 |

| 2015  | 2020  | 2022  | - | - | - | - | - | - |
| ----- | ----- | ----- | - | - | - | - | - | - |
| 1 864 | 1 845 | 1 828 | - | - | - | - | - | - |

## Économie
Conlie comporte une zone d'activités créée à l'initiative de la communauté de communes de la Champagne Conlinoise et du Pays de Sillé (4CPS).

## Lieux et monuments

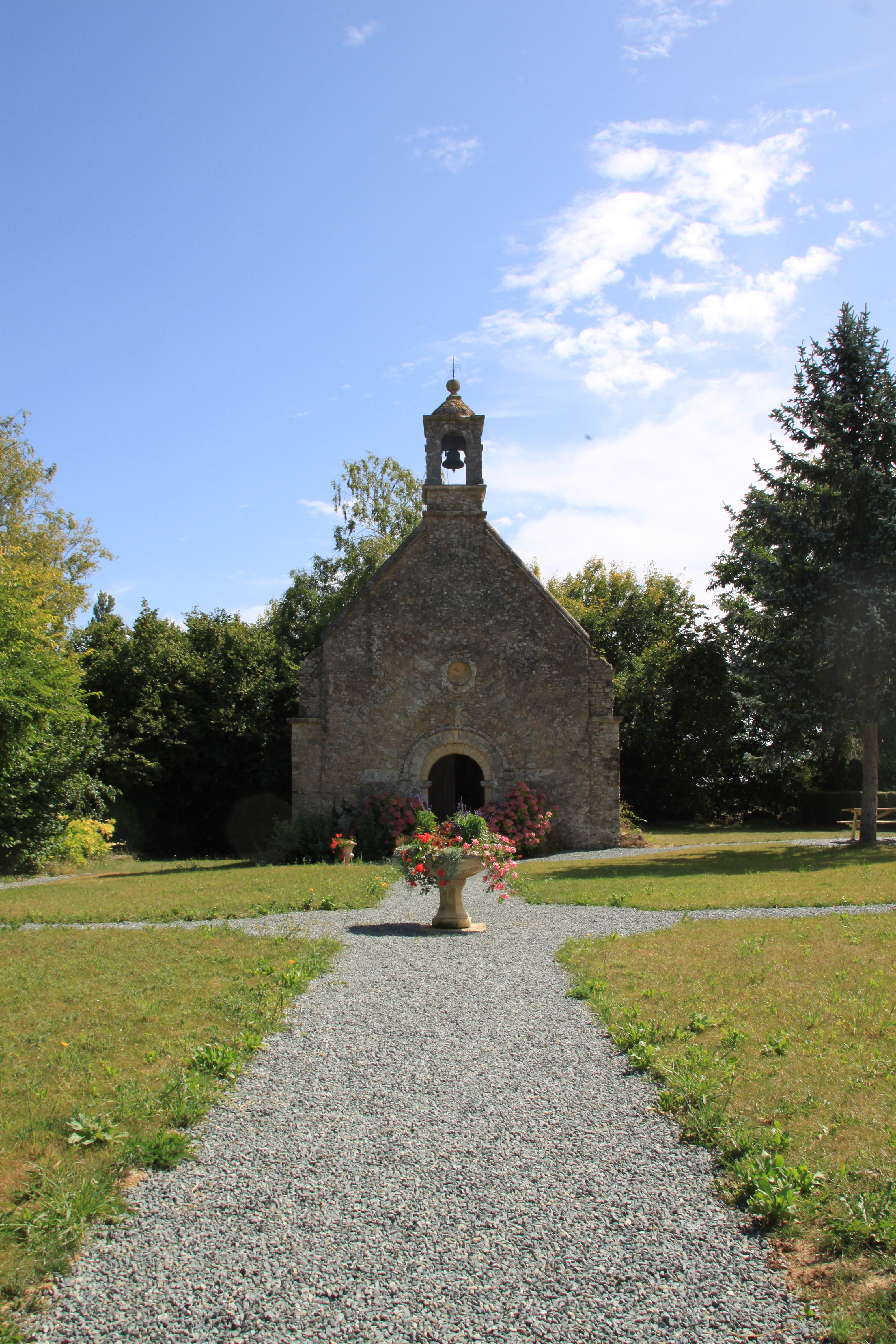
La chapelle de Verniette.

- Chapelle de Verniette, classée au titre des Monuments historiques[25]. Ensemble de peintures murales des XIIIe et XIVe siècles classé à titre d'objet[26]  et intéressant mobilier en terre cuite du XVIIe siècle (retable et christ en croix) par le sculpteur Pierre Lorcet.
- Camp des mobilisés bretons de Conlie.
- Musée de la Seconde Guerre mondiale Roger-Bellon.
- Église Saint-Vigor, des XVIIe et XVIIIe siècles.

## Activité et manifestations

### Sports
L'Union sportive de Conlie fait évoluer deux équipes de football en divisions de district.
Le Judo Club de la Champagne conlinoise (JCCC) est devenu en 2014-2015 le 3e club de judo du département en termes d'adhérent. L'association créée en 1996 y propose des cours de la ceinture blanche aux ceintures noires au sein d'un dojo dommunal aménagé dans une ancienne entreprise de la commune.
Présence de nombreuses activités sportives, telles que le tennis, le basket.

### Jumelages
- Alford (Lincolnshire) (Royaume-Uni) depuis 1999. Après des recherches de villes qui pouvaient être jumelées avec Conlie, c'est Alford qui fut retenu en 2001. Chaque année, des échanges ont lieu, les années impaires à Alford, les années paires à Conlie. À certaines périodes, ces échanges ont pu s’étendre au niveau scolaire comme en 2010 où les élèves du collège de Conlie ont pu partir à Alford et recevoir des correspondants anglais.

### Festival FestiDay's
En 2016, un groupe de jeunes de la Champagne Conlinoise organise, après deux années de préparation, la première édition du FestiDay's le 16 juillet. Cette journée festive s'articule autour d'une après-midi de jeux inter-villages intergénérationnels entre les quinze communes de la Champagne Conlinoise et d'un festival de musique au soir. L'organisation de ces jeux à l'échelle d'une intercommunalité constitue un record en Sarthe. La première édition du FestiDay's rassemble près de 1 350 personnes sur le terrain communal du gîte de Conlie. Un an plus tard, le 08 juillet 2017, la seconde édition du festival s'amplifie et attire 1 982 festivaliers[réf. nécessaire].
En 2018, toujours avec le même format, la troisième édition se déroule le 07 juillet et rassemble en tout 2 204 festivaliers. Pour la quatrième édition du FestiDay’s en 2019, l’organisation du festival se structure davantage avec la création de l’association Musi’Cambrousse porteuse de l’événement. Lors de cette édition programmée le 29 juin 2019, plusieurs changements sont opérés : le festival est déplacé dans un champ à l’entré Est de Conlie proche de la route du Mans, les jeux inter-villages de l’après-midi ne sont pas reconduits et une guinguette est créée en parallèle du festival de musique. Cette année là, la tête d’affiche du festival est le groupe de rock No One Is Innocent qui attire environ 2 000 festivaliers.
Après quatre premiers festivals entre 2016 et 2019, aucune nouvelle édition n’est prévue en 2020.

## Personnalités liées
- Le chanoine Urbain Onfray alias Urbain Onfray Kermoalquin, prêtre et historien originaire de Guingamp, fut aumônier au camp de Conlie où il mourut le 11 janvier 1871.
- Pierre Clément Répin (1830-1889) : médecin et explorateur français, maire de Conlie en 1870-1871, décédé à Conlie.
- Abel Leuillieux, ingénieur IDN et docteur en médecine, établi à Conlie en 1901[réf. nécessaire], auteur d'un ouvrage de référence sur le soja[32]
- Jean-François Paulouin (1810 à Conlie - 1879), prêtre, historien local.
- Claudy Lebreton, né à Conlie en 1948, homme politique français, président du Conseil général des Côtes-d'Armor de 1997 à 2015.